# Tumblr
Tumblr és una plataforma de microblogging creada per en David Karp i propietat d'Automattic des de 2019.
Aquesta plataforma permet als seus usuaris publicar textos, imatges, vídeos, enllaços, cites i àudio a manera de Tumblelog. Els usuaris poden seguir ("follow") a altres usuaris registrats i veure les entrades d'aquests conjuntament amb les seves, per la qual cosa Tumblr pot ser considerat una eina o xarxa social.
A la major part de les característiques de la pàgina web s'accedeix des de la interfície dashboard, on apareix l'opció de publicar contingut i entrades d'altres usuaris a l'instant.
Segons dades del 30 de novembre de 2013, Tumblr acull més de 152.200.000 blocs. La seva seu es troba al número 35 d'East 21s Street, al districte Flatiron de la ciutat de Nova York, Silicon Alley.

## Història
El desenvolupament de Tumblr es va iniciar el 2006, durant un interval de dues setmanes entre els contractes de l'empresa de consultoria de programari de David Karp, Davidville.
Karp, havia estat interessat en microblogging (blocs de curt format) per algun temps i estava esperant a una de les plataformes de blocs establerts per introduir la seva pròpia plataforma de microblogging.
Després d'un any, ningú havia fet en una plataforma, així que Karp i Marco Arment, el desenvolupador, van començar a treballar en la seva pròpia plataforma de microblogging. Tumblr va ser llançat el febrer de 2007 i, en dues setmanes, el servei ja tenia 75.000 usuaris. 
Tot i així, Marc Arment va deixar la companyia el setembre de 2010 per a poder-se centrar en Instapaper. 
A principis de juny de 2012, Tumblr va oferir la seva primera gran campanya de publicitat de la marca juntament amb Adidas. Adidas va llançar un blog de Tumblr oficial sobre futbol i va comprar les col·locacions a la dashboard (el panell d'usuari o pàgina principal). Aquest llançament va ser només dos mesos després que Tumblr anunciés que començaria a posar publicitat de pagament al seu lloc web.
El 20 de maig de 2013, es va anunciar que Yahoo! i Tumblr havien arribat a un acord on Yahoo! adquirís Tumblr per 1,1 mil milions de dòlars. A molts dels usuaris de Tumblr no els va agradar la notícia, fent que alguns presentessin una petició amb gairebé 170.000 signatures. L'acord es va tancar el 20 de juny de 2013 i David Karp seguirà sent conseller delegat.

## Característiques

### Gestió del bloc
- Dashboard  - El dashboard o taulell d'instruments és l'eina principal per a qualsevol usuari típic de Tumblr. És una transmissió en directe de les entrades que publiquen els blocs que segueixes.

A través del panell, els usuaris poden comentar, compartir o rebloguejar i clicar a m'agrada a les entrades d'altres blocs que apareixeran al taulell. Aquest taulell també, permet a l'usuari penjar missatges de text, imatges, vídeos, cites o enllaços a través del quadre de comandament, que es troba a la part superior del web. Als usuaris se'ls permet connectar els seus blocs amb els seus perfils de Twitter i Facebook, de manera que puguin compartir les entrades com a tweets o piulades i actualitzacions d'estat.
- Cua o llista d'espera - Els usuaris poden configurar una programació per a tenir l'opció d'endarrerir les entrades que fan i que quedin en una mena de llista d'espera. Podran propagar les seves entrades o missatges durant diverses hores o fins i tot dies.
- Etiquetes - Per a cada entrada que crea un usuari, es pot ajudar a la seva audiència per a trobar les entrades d'un tipus determinat mitjançant l'addició etiquetes. Si algú vol penjar una foto al seu bloc i vols que els seus visitants trobin la imatge, haurien d'afegir l'etiqueta #imatge, i els seus visitants podrien utilitzar aquesta paraula per a buscar entrades amb l'etiqueta #imatge.
- Edició d'HTML - Tumblr permet als usuaris editar el codi del tema del seu bloc per a controlar l'aparença d'aquest. Els usuaris també poden fer servir un nom de domini per al seu bloc, canviar el cursor, afegir música de fons del seu bloc i permetre que se'ls pregunti entre d'altres de les moltes opcions.

### Versió per a mòbils
Amb l'adquisició el 2009 de Tumblerette, una aplicació d'Apple App Store creada per Jeff Rock i Garrett Ross, el servei va llançar la seva aplicació oficial per a iPhone. El lloc web va fer-se disponible per als dispositius smartphone BlackBerry el 17 d'abril del 2010 a través d'una aplicació Mobelux al Blackberry World.
Al Juny de 2012, Tumblr va llançar una nova versió per a la seva aplicació d'iOS, Tumblr 3.0, que permetria suport per Spotify, imatges d'alta resolució i accés fora de línia. Actualment està disponible una versió per a Android. També n'hi ha una per a dispositius mòbils Windows que es va llançar el 23 d'abril de 2013. El 16 de maig de 2013 es va llançar una aplicació per a Google Glass.

### Contingut editorial
El maig de 2012, Tumblr va llançar Storyboard, un blog gestionat per a un equip editorial de la casa que oferia històries i vídeos sobre els blogs i usuaris destacats a Tumblr. A l'abril de 2013, el blog Storyboard es va veure obligat a clausurar i despatxar a tot l'equip per motius econòmics.

## Ús
- Segons dades del 7 de febrer de 2014, Tumblr acull uns 170.200.000 blogs i més de 68.600.000.000 entrades en total.
- Segons dades de l'abril de 2013, la pàgina web ha rebut més de 13 bilions de visites a escala mundial.
- Segons dades del 7 de febrer de 2014, es creen més de 96.400.000 entrades al web diàriament.

Segons una anàlisi feta per AddThis (amb accions a través del seu servei el 2011) deia que l'intercanvi o compartir Tumblr havia incrementat un 1299,5% i seguiria pujant.
El servei és el més popular entre els adolescents i joves usuaris en edat universitària. La meitat de la base de visites a Tumblr la formen menors de 25 anys segons estadístiques del web comScore. Segons aquest web també, es diu que les últimes dades de comScore indiquen que Tumblr s'ha convertit en un dels llocs a Internet orientats al consumidor que ha crescut més ràpid en l'últim any, amb fins a un 218% de creixement.

### Contingut per a adults i homosexualitat
Tumblr és observat pels periodistes de tecnologia per tenir una quantitat considerable de contingut pornogràfic, encara que la quantitat exacta només es coneix dins l'empresa. The New York Times assenyala que «la pornografia representa una fracció del contingut en el lloc, però no una quantitat trivial per a un lloc amb 100 milions de blocs». David Karp va revelar el juny de 2012 que entre el 2% i el 4% del trànsit de Tumblr està relacionat amb la pornografia. 
Segons els directius de la comunitat de Tumblr, es permet el contingut orientat a adults, però cal que els blogs que en contenen (sigui ocasional o substancial) siguin marcats com a tal. No es permet que vídeos sexualment explícits puguin pujar-se al web, però els vídeos que hagin estat penjats en altres llocs web sí que poden ser incorporats a Tumblr. Alguns usuaris porno guanyen diners per transitar contingut d'adults a través de referències i widgets.
Encara que Yahoo! va prometre que no censuraria continguts de Tumblr després de comprar el servei, la pràctica demostra una cosa diferent. Un canvi en la catalogació dels continguts està amagant els continguts per a adults, eliminant-los dels resultats de cerca a Tumblr o evitant que siguin indexats pels cercadors.
Quan, al mes de maig Yahoo! va comprar Tumblr, molts usuaris van témer que la companyia imposés restriccions als continguts que es publicaven al web, especialment en aquells dirigits al públic adult. En aquell moment Marissa Mayer va comentar que no hi hauria intenció de censurar els continguts NSFW (not safe for work); en canvi, sembla que les coses estan canviant mesos després, ja que el nou sistema de catalogació de continguts de Tumblr està provocant que els blocs que publiquen continguts per a adults deixin de ser indexats pels buscadors i es quedin "amagats" dins del web.
Per motius aparents de censura pornogràfica, la companyia ha bloquejat els resultats de recerques com #sex i #porn, cosa que el públic ha entès, però ha creat molta polèmica el fet que Tumblr hagi deixat de mostrar resultats en buscar els etiquetes #gay, #lesbian o #bisexual en la seva aplicació per a iOS. En canvi, no censura etiquetes com #rape (violació). Molts usuaris es mostren en contra d'aquest fet perquè En altres paraules, Tumblr està donant per suposat que el públic homosexual i tota persona que utilitzi aquestes etiquetes és consumidor de pornografia.
Davant totes aquestes preguntes i queixes, Yahoo! ha donat aquesta explicació:
| « | El motiu pel qual veus bloquejades etiquetes innocents com #gay en certes plataformes és que encara segueixen mostrant contingut adult. La solució és un etiquetatge més intel·ligent, en el qual està treballant el nostre equip. De mentre, pots buscar per #lgbtq (acrònim per a Lesbianes, Gais, Bisexuals, Transexuals i Queer), que està moderat pels nostres editors. També pots buscar sense filtres a Tumblr.com fent servir el teu navegador web mòbil. | » |

### Autolesió, suïcidi i anorèxia entre d'altres
Al febrer de 2012, la plataforma Tumblr va anunciar una nova política de censura contra blocs que promoguin malalties com l'anorèxia o la bulímia, així com les autoagressions o el suïcidi.
Segons va anunciar el web en una entrada, amb aquesta nova política no tracten de censurar els seus usuaris, ja que segons han declarat estan compromesos amb la llibertat d'expressió però, senten que tenen la responsabilitat de posar certs límits. Tumblr assenyalava que existeixen blocs amb una sèrie de continguts que inciten i promouen les autolesions, que haurien de ser immediatament tancats. Segons el web els blocs que bloquejarien serien el qual solen adoptar la forma dels blocs que glorifiquen o promouen l'anorèxia, la bulímia, l'autolesió o el suïcidi, Aquests són missatges i punts de vista als quals ens oposem firmament", afirma l'empresa.

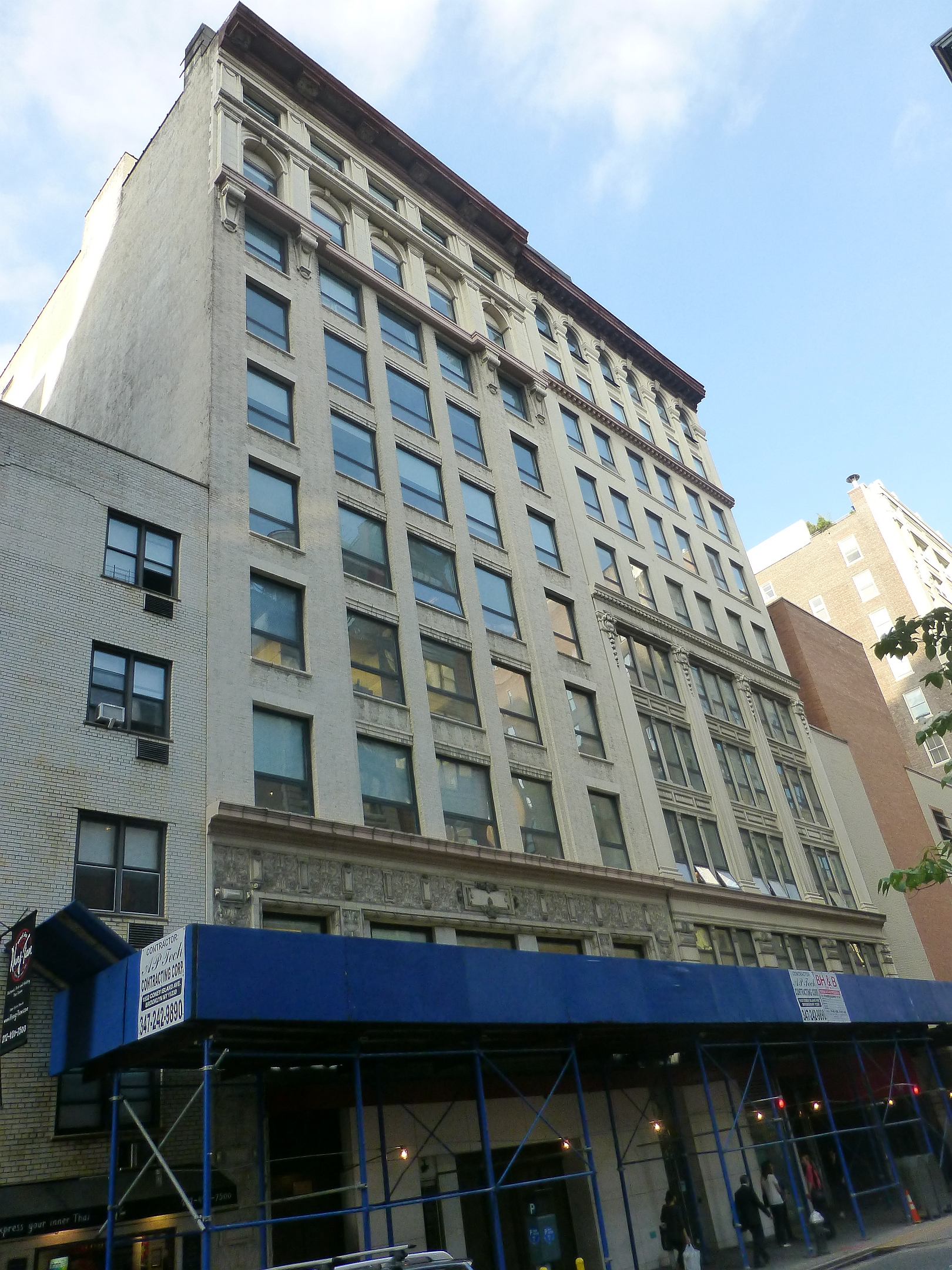
Edifici on es troben les oficines de Tumblr